# 勞丘安斯基山脈
勞丘安斯基山脈是俄羅斯的山脈，屬於東西伯利亞高原的一部分，由楚科奇自治區負責管轄，全長280公里，最高點海拔高度1,649米，是波根堅河的發源地。